# Pedro Eugénio
Pedro Miguel Pina Eugénio (ur. 26 czerwca 1990 w Faro) – portugalski piłkarz grający na pozycji prawoskrzydłowego, lewoskrzydłowego lub prawego obrońcy, w kazaskim klubie FK Astana.

## Życie prywatne
Jego ojciec Rui, również był piłkarzem.